# Controversia Caso - Lombardo Toledano
La discusión entre Antonio Caso y Vicente Lombardo Toledano se dio en el marco del “Primer Congreso de Universitarios Mexicanos”, organizado en la Escuela Nacional Preparatoria, del día 7 al 14 de septiembre de 1933. El evento fue inaugurado por el presidente de la República, Abelardo L. Rodríguez y el Secretario de Educación Pública, licenciado Narciso Bassols. Dentro de los invitados destacan, el rector de la Universidad Nacional Autónoma de México (UNAM), Roberto Medellín; el doctor Ignacio Chávez; el literato Julio Jiménez Rueda; el director de la Facultad de Ciencias, Ricardo Monges López y el abogado Luis Sánchez Pontón.

## Objetivo
El evento tuvo como objetivo la discusión de la organización interna de las universidades del país, a saber: la uniformidad en los planes de estudio, programas, métodos, grados, certificados, revalidaciones, etcétera. Sin embargo, la discusión que generó más polémica y controversia fue la relativa a la “Posición ideológica de la universidad frente a los problemas del momento. Importancia social de la universidad en el momento actual”, ya que la Segunda Comisión del Congreso, integrada por Vicente Lombardo Toledano, elaboró una ponencia donde la UNAM y los institutos de carácter universitario debían adoptar la filosofía del materialismo histórico como orientación de sus tareas docentes, científicas y culturales.
En contraste, el consejero universitario, exdirector de la Escuela Nacional Preparatoria y miembro honorario del Congreso, Antonio Caso, conformó una oposición a las tesis planteadas por Lombardo y su grupo, la cual abogaba por la libertad de cátedra y la autonomía de los profesores de la universidad para dictar sus clases sin ninguna imposición ideológica.
Ante la negativa de Antonio Caso para aceptar la filosofía marxista como pilar y guía de enseñanza en la universidad, fue invitado por los delegados del Congreso al Auditorio Justo Sierra de la Escuela Nacional Preparatoria, para que expusiera sus razones y planteara el camino que debería seguir la educación superior en el México posrevolucionario. En el evento convergieron representantes de 21 estados de la república y del Distrito Federal, bajo el tema: “La orientación ideológica de la universidad en el seno del Primer Congreso de Universitarios Mexicanos”.

## Polémica Caso - Lombardo

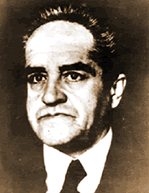
Antonio Caso

La discusión entre los dos intelectuales traspasó las barreras de la pedagogía y se trasladó a un acalorado diálogo filosófico delineado bajo la orientación idealista de Caso frente a la materialista de Lombardo. De tal modo, una de las disyuntivas fue la forma de concebir la naturaleza y la cultura; también, destaca las prioridades académicas y los métodos en la enseñanza de la historia y la ética; pero, aunque coincidieron en varios puntos, el tema que más enfrentó a Antonio Caso y a Vicente Lombardo Toledano fue la orientación ideológica que debía adoptar la universidad.
Por lo tanto, lo que estaba en juego no era nada sencillo ni vacuo, sino la imposición de una filosofía definida que implicaba una visión particular a los problemas económicos y sociales; o una enseñanza libre, sin ideas y métodos preconcebidos e impuestos, alejada de cualquier contexto político y que otorgara plena libertad para impartir los temas que a cada profesor le parecieran relevantes.
El cuestionamiento principal de Antonio Caso , era que la universidad no podía preconizar una ideología o un credo, ya que adoptar una significaría delimitar el campo de estudio. Y así se expresó:

Esta comunidad de cultura universitaria tiene por fin investigar y enseñar. La Universidad de México es una comunidad cultural que investiga y enseña; por tanto, jamás preconizará, oficialmente, como persona moral, credo alguno filosófico, social, artístico o científico. ¿Por qué no puede preconizar un credo? La razón es obvia: porque es una comunidad de investigación; supongamos que hoy declaramos nosotros un credo, y que mañana, en nuestro mismo taller de investigación y enseñanza que es la universidad, se declara que ese credo no vale. Si la esencia de la universidad es la investigación, ¿cómo es que podremos declarar a priori un credo?
Antonio Caso

Establecida su posición advierte cual debería ser el rumbo de la universidad en México:

Como institución de cultura la Universidad de México, dentro de su personal criterio inalienable, tendrá el deber esencial de realizar su obra humana ayudando a las clases proletarias del país en su obra de exaltación, dentro de los postulados de la justicia, pero sin preconizar una teoría económica circunscrita, porque las teorías son transitorias por su esencia, y el bien de los hombres es un valor eterno que comunidades e individuos necesitan tender a corregir, por cuantos medios racionales se hallen a su alcance. Es decir, yo pienso que si esta casa de estudios cierra sus oídos, su corazón y la inteligencia al bien de todos, esta casa de estudios se volverá una momia [...] Por lo tanto, yo admito la orientación; pero no la definición de un credo socialista definido.
Antonio Caso

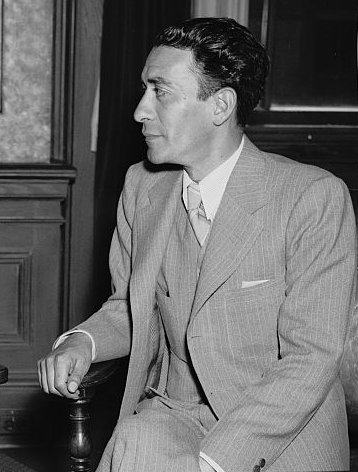
Vicente lombardo toledano

Por su parte, Vicente Lombardo Toledano en su ponencia justifica su reforma educativa, afirmando que, la universidad tiene que girar orientando su cátedra hacia una finalidad humana, que le sirva al país, procurando, servir a la comunidad sin la necesidad de preconizar ninguna teoría determinada pero que enseñe a combatir y revertir los problemas que aquejan al país, principalmente bajo el sistema de reproducción capitalista:

No decimos socialistas o colectivistas. Decimos simplemente, y proclamamos, este hecho innegable: la tragedia ahí está, y la única forma de acabar con ella es también acabar con las bases que la sostienen, socializando lo que debe ser de todos, poniendo en manos de todos lo que ahora es de unos pocos. Eso no es preconizar ninguna doctrina determinada, sino una tesis científica y, al mismo tiempo, una tesis moral. El día en que se nos demuestre que la tragedia histórica que vivimos no va a resolverse socializando los instrumentos de la producción y distribuyendo ésta del mejor modo posible, entonces, sí se dirá: no señores, la solución de la crisis económica actual no depende de la socialización de los instrumentos y de los medios de producción económica, sino de otra cosa. Pero como esa otra cosa no ha venido todavía, y como el éxito hasta estos momentos, por oposición al individualismo desenfrenado, es la socialización de la propiedad, nosotros tenemos que contribuir a que la propiedad se socialice.
Vicente Lombardo Toledano

Al final de las dos intervenciones, el Congreso votó para decidir qué método educativo se llevaría a cabo en las instituciones universitarias. El resultado arrojó una aplastante mayoría de 22 representantes a favor de Lombardo Toledano y tan sólo siete simpatizantes por la propuesta de Caso. Así, defraudado por el resultado, Antonio Caso renunció a su cargo honorario en el Congreso de Universitarios Mexicanos y amenazó con abandonar el Consejo de la Universidad Nacional y dejar sus cátedras en dicha institución si se aprobaba la “educación socialista”, ya que se le cooptarían sus derechos a enseñar sus doctrinas libremente.

## Oposición radical a la reforma
Bajo este ríspido contexto, los profesores y estudiantes católicos, liderados por Manuel Gómez Morín y Rodulfo Brito, rechazaron lo aprobado en el Congreso Universitario e iniciaron una campaña violenta contra Vicente Lombardo y sus seguidores, que desembocó en la toma de rectoría de la UNAM, dando por terminada la acalorada polémica entre las ideas de Caso y Lombardo Toledano en el seno de la Universidad Nacional.
El verdadero conflicto inició el 11 de octubre, cuando los estudiantes de la Facultad de Derecho se declararon en huelga. El rector de la universidad Roberto Medellín quiso cortar el movimiento huelguista con la destitución del director Rudolfo Britos. Sin embargo, Britos, en un acto de rebeldía no aceptó su renuncia, además, en solidaridad, diversos profesores de dicha institución renunciaron a sus puestos en apoyo al movimiento de oposición a la "educación socialista".
El cenit del conflicto se dio el 13 de octubre, cuando Antonio Díaz Soto y Gama y Aurelio Manrique, exigieron una cita con el rector pero esta les fue cancelada. Ante la negativa, la comitiva de los estudiantes respondió incendiando la puerta del edificio de rectoría y la lapidación del edificio. Asimismo, los estudiantes de San Ildefonso salieron a defender los edificios y provocaron un grave confrontamiento que terminó con varios universitarios heridos, teniendo que intervenir la policía y los bomberos. Como resultado del conflicto y la presión ejercida por los abogados el rector Medellín tuvo que renunciar al cargo.
Finalmente, la discusión entre Caso y Lombardo se trasladaría a la prensa, con varias columnas de los dos intelectuales en el periódico El Universal, donde se incorporaría el periodista nicaragüense, Francisco Zamora Padilla.